# Алказар (стадіон)
Стадіон «Алказа́р» (грец. Στάδιο Αλκαζάρ, англ. Alkazar Stadium) — стадіон у місті Лариса, Греція. «Алказар» — домашня арена місцевого футбольного клубу «Лариса». Стадіон вміщує 13 108 глядачів.